# 皮德蓋奇基 (茲博羅夫區)
49°40′15″N 25°12′3″E / 49.67083°N 25.20083°E
皮德蓋奇基（烏克蘭語：Підгайчики），是烏克蘭的村落，位於該國西部捷爾諾波爾州，由捷尔诺波尔区負責管轄，始建於1654年，面積7.8平方公里，2001年人口186，人口密度每平方公里23.9人。